# مستر بلیکولج
مستر بلیکولج (انگلیسی: Mr. Bricolage) شرکت خرده‌فروشی فرانسوی است، که در سال ۱۹۶۴ تأسیس شد.